# Пеетрі (Ярва)
Пе́етрі  (ест. Peetri alevik) — селище в Естонії, у волості Ярва повіту Ярвамаа.

## Населення
Чисельність населення на 31 грудня 2011 року становила 213 осіб.

## Географія
Через населений пункт проходить автошлях 15156 (Анна — Пеетрі — Гууксі). Від селища починаються дороги 15153 (Пеетрі — Ярва-Яані), 15155 (Пеетрі — Роосна-Алліку).

## Історія
З 10 жовтня 1991 до 21 жовтня 2017 року селище входило до складу волості Кареда й було її адміністративним центром.

## Пам'ятки
- Лютеранська кірха святого Петра (Järva-Peetri Püha Peetruse kirik), пам'ятка архітектури[2]

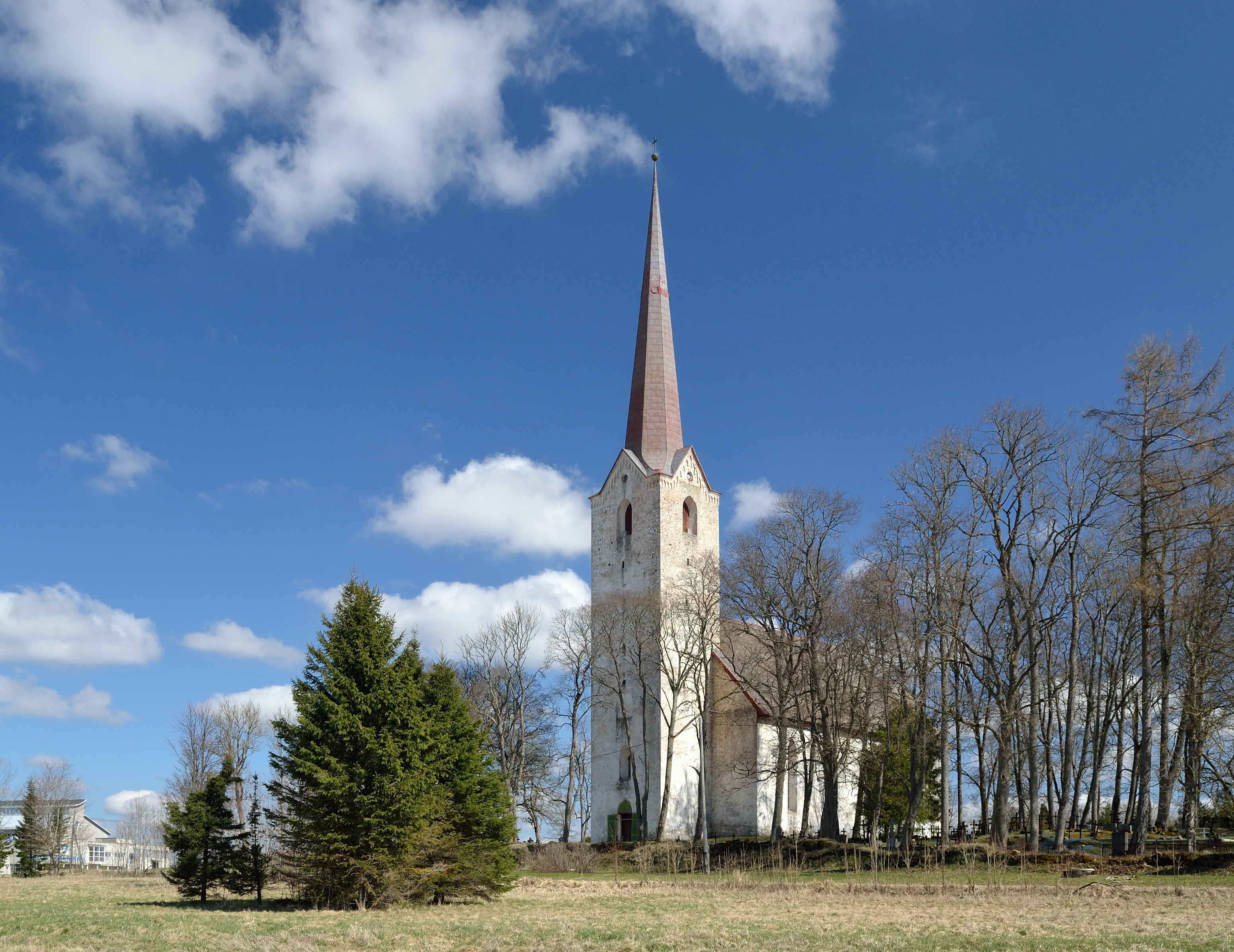
Кірха
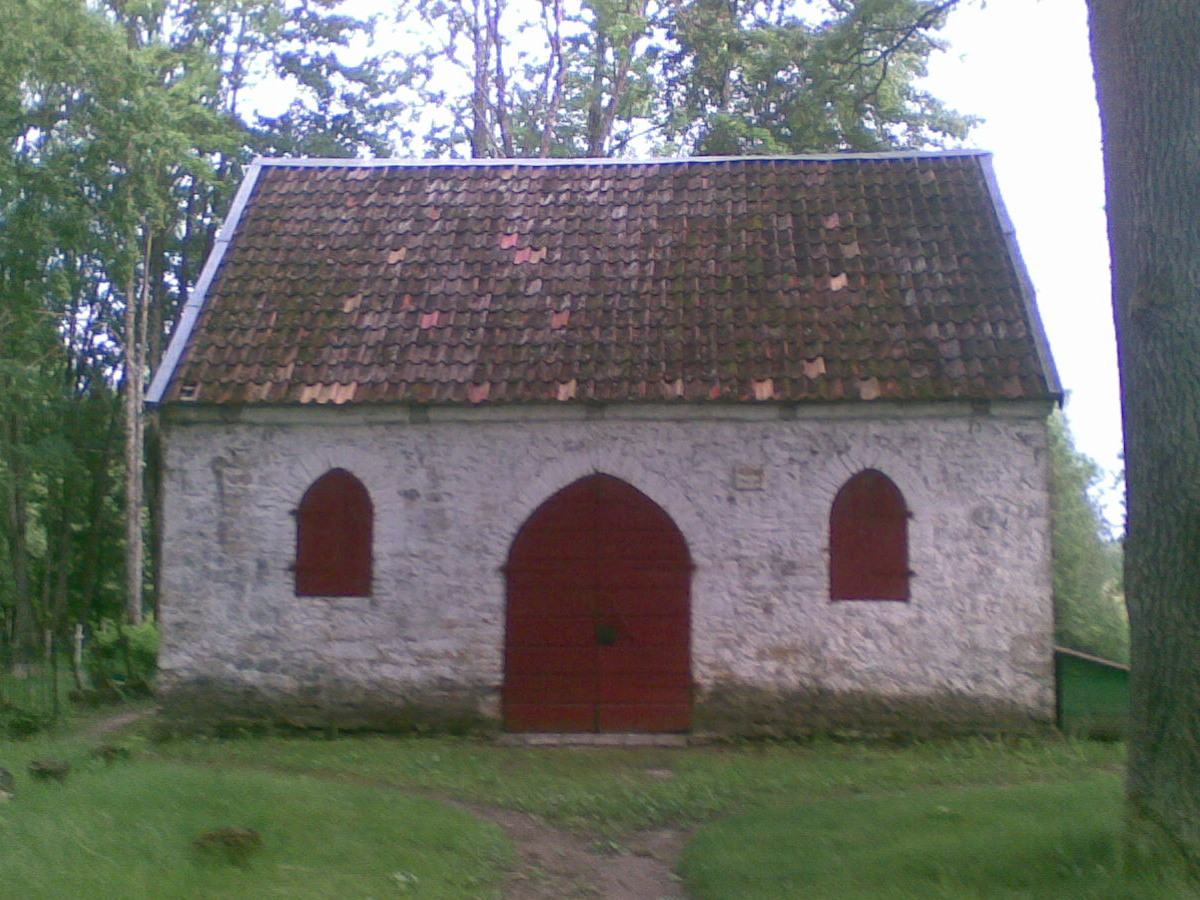
Каплиця при кірсі
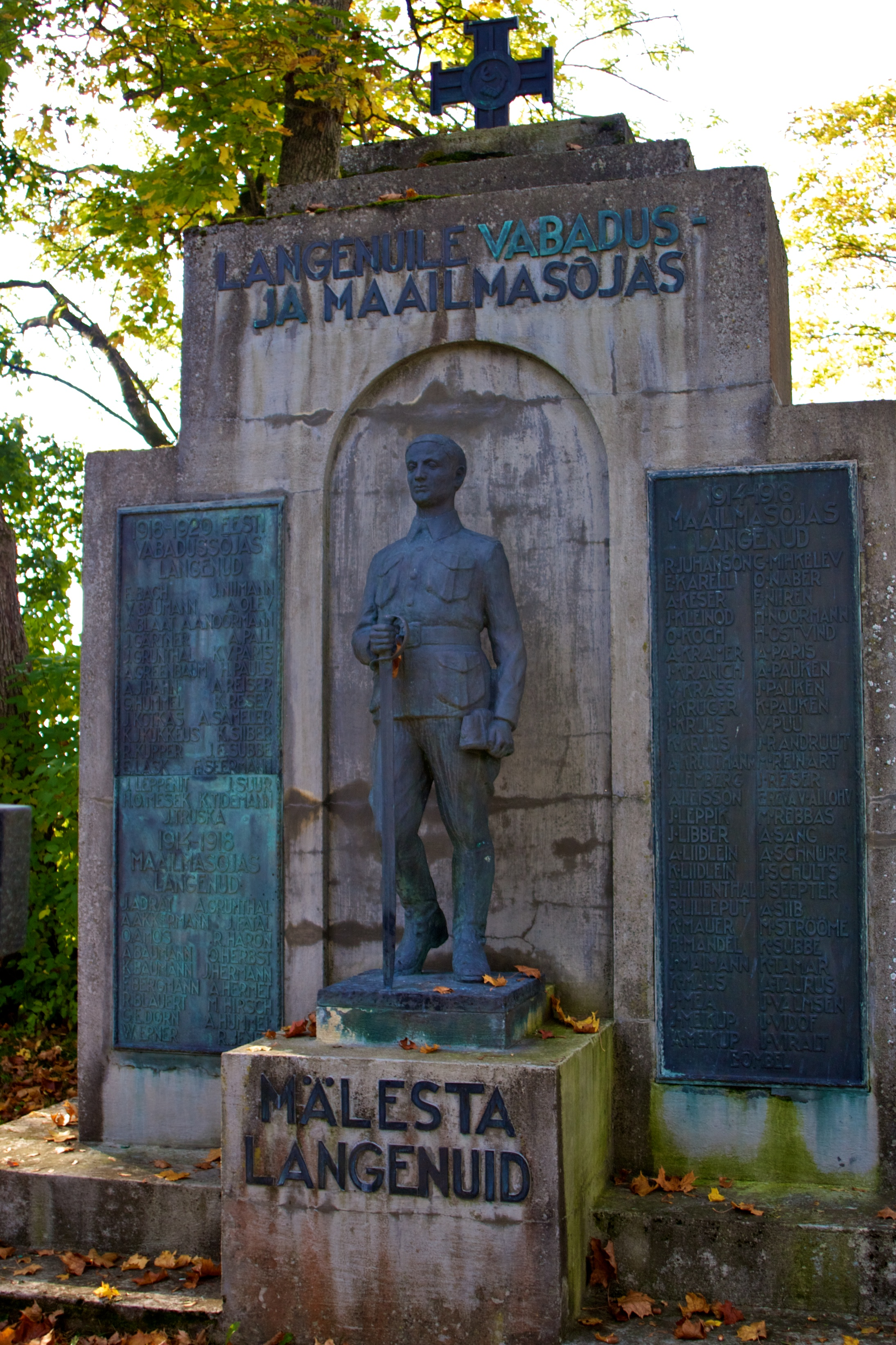
Пам'ятник загиблим у війні за незалежність у церковному дворі